# جایزه بزرگ مکزیک ۱۹۷۰
جایزه بزرگ مکزیک ۱۹۷۰ (انگلیسی: ‎1970 Mexican Grand Prix‎) یک مسابقهٔ موتوری در رشتهٔ اتومبیل‌رانی فرمول یک بود که در تاریخ ۲۵ اکتبر ۱۹۷۰ در ماگدالنا میکزوکا واقع در مکزیکو سیتی، مکزیک برگزار شد. این گراند پری در میان ۱۳ گراند پری در فصل ۱۹۷۰، مسابقهٔ شمارهٔ ۱۳ بود.
در این مسابقه که در ۶۵ دور و به مسافت ۳۲۵٫۰۰۰ کیلومتر (۲۰۱٫۹۴۶ مایل) برگزار شد، پول پوزیشن توسط کلی رگاتزونی کسب شد و سریع‌ترین زمان برای طی یک دور پیست که برابر با ۱:۴۳٫۱۱ بود نیز توسط ژاکی ایکس به ثبت رسید.
ژاکی ایکس از تیم فراری، کلی رگاتزونی از تیم فراری و دنی هیولم از تیم مک‌لارن-فورد به‌ترتیب مقام‌های اول تا سوم مسابقه را کسب کردند.

## رده‌بندی قهرمانی پس از مسابقه
|       | جایگاه | راننده       | امتیاز |
| ----- | ------ | ------------ | ------ |
|       | ۱      | جوهن رایندت  | ۴۵     |
|       | ۲      | ژاکی ایکس    | ۴۰     |
|       | ۳      | کلی رگاتزونی | ۳۳     |
| ۲     | ۴      | دنی هیولم    | ۲۷     |
| ۱     | ۵      | جکی استوارت  | ۲۵     |
| منبع: |        |              |        |

|       | جایگاه | سازنده      | امتیاز  |
| ----- | ------ | ----------- | ------- |
|       | ۱      | لوتوس-فورد  | ۵۹      |
|       | ۲      | فراری       | ۵۲ (۵۵) |
|       | ۳      | مارچ-فورد   | ۴۸      |
|       | ۴      | برابام-فورد | ۳۵      |
|       | ۵      | مک‌لارن-فورد | ۳۵      |
| منبع: |        |             |         |

یادداشت
- تنها پنج جایگاه نخست از هر رده‌بندی نمایش داده شده‌است.